# H. C. Speir
Henry C. Speir (* 6. Oktober 1895 in Prospect, Mississippi; † 1972 in Jackson, Mississippi) war der wohl einflussreichste und bedeutendste Talentscout des Delta Blues.

## Leben
1925 eröffnete Speir ein Schallplattengeschäft in der Farish Street im schwarzen Viertel von Jackson. Bereits im folgenden Jahr erwarb er eine Schneidemaschine zur Produktion von Schallplattenunikaten und begann mit der Suche nach Talenten, die er an Schallplattenfirmen weitervermitteln wollte. Er setzte dabei auf „Race Records“, also afro-amerikanische Musik für einen afro-amerikanischen Markt und konzentrierte sich auf den gerade entstandenen, aber zu dieser Zeit noch nicht aufgenommenen Delta Blues. Obwohl diese Musik für die Schallplattenindustrie ungewöhnlich und unüblich war, stieß Speir mit seinen Künstlern auf offene Ohren, insbesondere weil kurz zuvor, 1926, die ersten Platten von Blind Lemon Jefferson, dem führenden Vertreter des Texas Blues, mit großem Erfolg veröffentlicht wurden und weitere Interpreten ähnlicher Couleur gesucht wurden.
1927 konnte Speir dann seinen ersten Erfolg verbuchen, als er William Harris an die Firma Gennett vermittelte, es folgten Ishmon Bracey und Tommy Johnson für Victor Records. Von 1929 an bis zur Schließung 1932 vermittelte Speir den größten Teil seiner Künstler an Paramount Records, darunter so illustre Namen wie Skip James, Charley Patton, Son House oder Willie Brown. Im April 1930 wurde Speir von Otto Moesner, dem Inhaber von Paramount, angeboten, die gesamte Firma für 25.000 Dollar zu kaufen, Speir war allerdings nicht liquide genug, erhielt auch keinerlei Kredit und musste daher den Kauf absagen.
Speir arbeitete weiterhin als Talentsucher, wichtige Künstler, die er vermittelte waren Bo Carter, die Mississippi Sheiks, Blind Joe Reynolds, Blind Roosevelt Graves, Washboard Walter, Geeshie Wiley, Elvie Thomas, Isaiah Nettles und Robert Wilkins. Neben Blueskünstlern entdeckte er auch zahlreiche weiße Musikgruppen, sogenannte String Bands, seine bekannteste weiße Entdeckung war Jimmie Rodgers, einer der bedeutendsten Pioniere der Country-Musik.
Seine bekannteste Entdeckung jedoch gelang ihm 1935, als der unbekannte Robert Johnson in seinen Laden kam und eine Testaufnahme machte. Speir vermittelte Johnson an ARC Records, für die dieser dann 1936 seine ersten Einspielungen machte.
1942 beendete Speir seine Tätigkeit für die Schallplattenindustrie und eröffnete ein Möbelgeschäft. 1964 fand der Blueshistoriker und Plattensammler Gayle Dean Wardlow den inzwischen als Makler tätigen und religiös gewordenen Speir. Er interviewte ihn von da an wiederholt zu den von ihm entdeckten Künstlern, wobei Speir anfangs unwillig war darüber zu sprechen. Ungeachtet seiner Sympathien für die Musik und die Künstler, schien ihm seine eigene historische Bedeutung für die Musik des 20. Jahrhunderts nicht ganz klar zu sein. Speir starb 1972.

## Rezeption
Gayle Dean Wardlow widmete ihm in seinem Buch „Chasin’ That Devil Music: Searching For The Blues“ ein eigenes Kapitel und umschrieb seine Bedeutung mit den Worten „Speir war der Pate des Delta Blues. Für den Country Blues der zwanziger und dreißiger Jahre war H. C. Speir, was Sam Phillips für den Rock'n'Roll der fünfziger Jahre war - ein musikalischer Visionär. Hätte es Speir nicht gegeben, wäre die bedeutendste natürliche Ressource von Mississippi unerschlossen geblieben.“ („Speir was the godfather of Delta blues. H. C. Speir was to Twenties and Thirties country blues what Sam Phillips was to Fifties rock & roll-a musical visionary. If it hadn't been for Speir, Mississippi's greatest natural resource might have gone untapped.“). Im Jahre 2005 wurde Speir (als Non-Performer) in die Blues Hall of Fame aufgenommen.